# ويليام إي. إنجلش
ويليام إي. إنجلش (بالإنجليزية: William E. English)‏ هو محامي وسياسي أمريكي، ولد في 3 نوفمبر 1850، وتوفي في 29 أبريل 1926 في إنديانابوليس في الولايات المتحدة. حزبياً، نشط في الحزب الجمهوري والحزب الديمقراطي. وقد انتخب عضو مجلس النواب الأمريكي.